# بوتیمار استرالزی
بوتیمار استرالزی یا بوتیمار قهوه‌ای (به انگلیسی: Australasian Bittern؛ نام علمی: Botaurus poiciloptilus)، گونه‌ای بوتیمار است که بومی استرالزی بوده و در جنوب غربی و جنوب شرقی استرالیا، تاسمانی، نیوزیلند، کالدونیای جدید و اوویا می‌زید.

## ویژگی‌ها
این پرنده یکی از بوتیمارهای بزرگ جثه است و نقش و نگارهایی قهوه‌ای، نخودی و سیاه رنگ که در ناحیهٔ گلو کمرنگ‌تر می‌شود، بدنش را پوشانده است. این پرنده در تالاب‌هایی با پوشش گیاهی ضخیم و در میان نی‌ها آشیان کرده و خود را از دید انسان پنهان نگاه می‌دارد. همچنین این پرنده تا حدودی نیز شب‌فعال است.
بوتیمار استرالزی از جانوران آبزی همچون قورباغه، مارماهی و سخت‌پوستان آب شیرین تغذیه می‌کند. آوای این پرنده غرش‌مانند بوده و آنقدری که غریوش شنیده می‌شود خودش دیده نمی‌شود.

## خطر انقراض
جمعیت این پرنده در استرالیا و نیوزیلند در طول قرن بیستم کاهش یافته است و چنین تصور می‌شود که خشکاندن و تخریب تالاب‌های زیستگاه بوتیمار استرالزی، سبب کاهش جمعیت آن شده باشد.

## نگارخانه

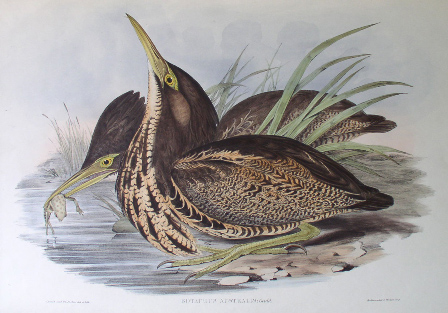
نقاشی بوتیمار استرالزیایی از جان گولد
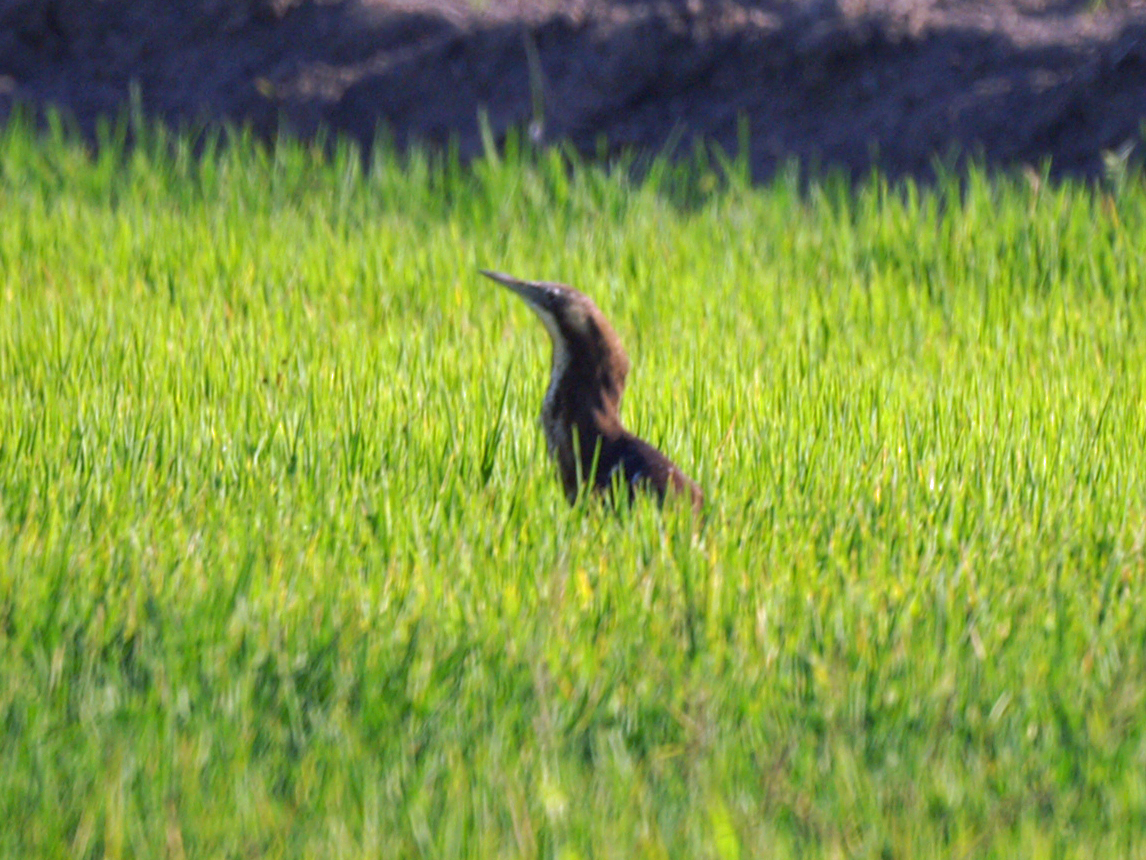
بوتیمار استرالزیایی در میان چمن‌ها، لیتون، نیو ساوث ولز، استرالیا